# Новобранець Іван Якович
Іван Якович Новобранець (нар. 2 травня 1939, с. Березоточа Лубенського повіту на Полтавщині) — український лірник, кобзар-бандурист, художник. Заслужений художник України, член Національної спілки кобзарів та Національної спілки майстрів народного мистецтва України.

## Життєпис
Народився 2 травня 1939 року на Полтавщині.
Ще учнем середньої школи виявив свої уміння: акомпанував хоровому колективу села, писав вірші, співав, малював. Його підтримав старший товариш, вчитель і порадник Іван Падалка.
У 1963—1967 роках викладав у школі у рідному селі. У 1967 році переїхав до Полтави й працював художником музично-драматичного театру ім. М. Гоголя (1967—1968), медичного стоматологічного інституту (1968—1972) та газопром управління (1972—1978).
Пік творчості досягнень митця припадає на кінець 1970 — початок 1990 років.
У 1972 році закінчив Заочний народний університет мистецтв у Москві. Брав участь у Всесоюзних фестивалях самодіяльної художньої творчості, де став лауреатом у 1976 та 1977 роках. У 1980—1982 роках працював методистом Центру народної творчості і культурно-освітньої роботи у Полтаві.
У 1993—1999 роках — заступник директора з господарської частини.
У 1999 році отримав звання заслуженого художника України.
У 2006 році став лауреатом премії імені Самійла Величка.
Серед творів митця вирізняються роботи непідробного патріотизму, картини історичних сюжетів, речі навіяні фольклорними мотивами народних переказів та вшанування пам’яті жертв Голодомору. Часто на картинах Новобранця І.Я бачимо і народні інструменти, зокрема кобзи, картини «Козак Мамай», «Закувала та сива зозуля», «Автопортрет» та інші. Як бандурист і лірник виконує на власноруч виготовлених старовинних бандурах і лірі козацькі думи, народні пісні, сприяючи відродженню старовинних мелодій українців, що дійшли до нас через віки.